# Bertie Fulton
Robert Patrick Fulton, detto Bertie (Larne, 6 novembre 1906 – Larne, 5 maggio 1979), è stato un calciatore nordirlandese, di ruolo difensore.

## Carriera

### Nazionale
Venne convocato nella Nazionale britannica che partecipò ai Giochi olimpici del 1936.